# Octobre 1958

## Événements
- Élections législatives en Ouganda[1].
- 800 000 soldats français sont engagés dans le conflit algérien.

- 1er octobre : 
  - Débuts opérationnels de la National Aeronautics and Space Administration (NASA) [2]
  - France : création de l'Union pour la nouvelle République (UNR).
  - Transfert de la souveraineté de l'île Christmas du Royaume-Uni à l'Australie.
  - création de la Federal Aviation Administration (FAA);
  - lancement du service commercial par avions à réaction sur l'Atlantique avec deux avions britanniques De Havilland Comet IV, qui relient New York et Londres.

- 2 octobre :
  - Discours de Constantine du général de Gaulle qui annonce un plan de réformes sociales, économiques et culturelles pour l’Algérie et affirme l’existence d’une « solidarité étroite » entre l’Algérie et la France : c’est le plan de Constantine, qui propose l’industrialisation de l’Algérie grâce au pétrole du Sahara..
  - Indépendance de la Guinée octroyée par la France. Elle refuse de s’intégrer à la Communauté française et est dirigée de façon autoritaire par le président Sékou Touré. Le PDG (Parti démocratique de Guinée) devient constitutionnellement le parti unique (novembre).

- 4 octobre : promulgation de la Constitution Française[3], fondement juridique de la Cinquième République française, adoptée par référendum le 28 septembre.

- 5 octobre :  proclamation de la République à Madagascar qui reste membre de la Communauté. Philibert Tsiranana devient Premier ministre.

- 9 octobre : mort du pape Pie XII

- 10 octobre[4] : Patrice Lumumba, directeur commercial d’une grande brasserie, fonde à Kinshasa le Mouvement national congolais.

- 11 octobre : Ferhat Abbas annonce que le gouvernement provisoire est prêt à négocier les conditions d’un cessez-le-feu.

- 19 octobre (Formule 1) : Grand Prix automobile du Maroc.

- 20 octobre (Thaïlande) : un nouveau coup d’État une nouvelle fois mené par Sarit Dhanarajata, renverse le gouvernement Thanom. La Constitution est suspendue, la loi martiale proclamée et tous les partis politiques sont interdits (fin en 1963).

- 23 octobre : « paix des braves ».  Le FLN la refuse.

- 26 octobre : par 65 % des voix, les citoyens suisses refusent de réduire leur semaine de travail de 48 à 44 heures.

- 28 octobre :
  - Régime militaire au Pakistan.
  - Birmanie : une scission de l’AFPFL nécessite l’intervention constitutionnelle d’un gouvernement intérimaire militaire pendant dix-huit mois, sous la direction du général Ne Win (fin le 4 avril 1960). Son gouvernement resserre la discipline administrative et contient les prétentions séparatistes des États shans.

- 29 octobre : élection du nouveau pape Jean XXIII (cardinal Angelo Giuseppe Roncalli) (fin en 1963). Il succède à Pie XII.

- 31 octobre : pacte de Punto Fijo entre les partis politiques au Venezuela. Il prévoit que les partis respecteraient les résultats des élections à venir et que les vaincus se verraient offrir une participation au pouvoir.

- 31 octobre - 18 décembre : conférence à Genève sur l'arrêt et le contrôle des expériences nucléaires.

## Naissances
- 2 octobre :
  - Laurette Onkelinx, femme politique, ministre des Affaires sociales et de la Santé publique et vice-premier ministre dans le gouvernement d'Herman Van Rompuy Belgique
  - Alain Soral, idéologue d'extrême-droite français.
- 5 octobre :
  - Brent W. Jett, astronaute américain.
  - André Kuipers, astronaute néerlandais.
- 7 octobre : Bernardo Arévalo, homme politique, diplomate, sociologue et écrivain guatémaltèque.
- 8 octobre : Ursula von der Leyen, femme politique belge et présidente de la Commission européenne depuis 2019.
- 10 octobre : John M. Grunsfeld, astronaute américain.
- 11 octobre : Joaquim Veà Baró, primatologue catalan († 23 février 2016).
- 12 octobre : Monia Ben Jemia, féministe et universitaire tunisienne.
- 20 octobre :
  - Viggo Mortensen, acteur, peintre, poète et photographe américain.
  - Dave Finlay, catcheur irlandais de la WWE
  - Patrick Saint-Éloi, chanteur français, membre du groupe Kassav' († 18 septembre 2010).
  - Scott Hall, catcheur américain († 14 mars 2022).
- 23 octobre : Rose Nabinger, chanteuse.
- 27 octobre : Manu Katché, batteur français.
- 30 octobre : François Kalist, évêque de Limoges.
- 31 octobre : Jeannie Longo-Ciprelli, coureur cycliste française, la plus titrée de la discipline.

## Décès
- 2 octobre : Charles Avery Dunning, premier ministre de la Saskatchewan.
- 9 octobre : Pie XII, pape.
- 7 octobre : « Saleri II » (Julián Sainz Martínez), matador espagnol (° 19 juin 1891).
- 11 octobre : Maurice de Vlaminck, peintre français.
- 19 octobre : Ferruccio Baruffi, peintre italien (° 23 mai 1889).